# Residenza dell'Arte dei Medici e Speziali
La Residenza dell'Arte dei Medici e Speziali è stata un edificio civile del centro storico di Firenze, situato in via San Miniato tra le Torri angolo via dei Cavalieri. Fu demolita tra il 1896 e il 1897 nell'ambito del "Risanamento di Firenze". Oggi al suo posto sorge l'ottocentesco palazzo al numero 10 di via Pellicceria.

## Storia e descrizione

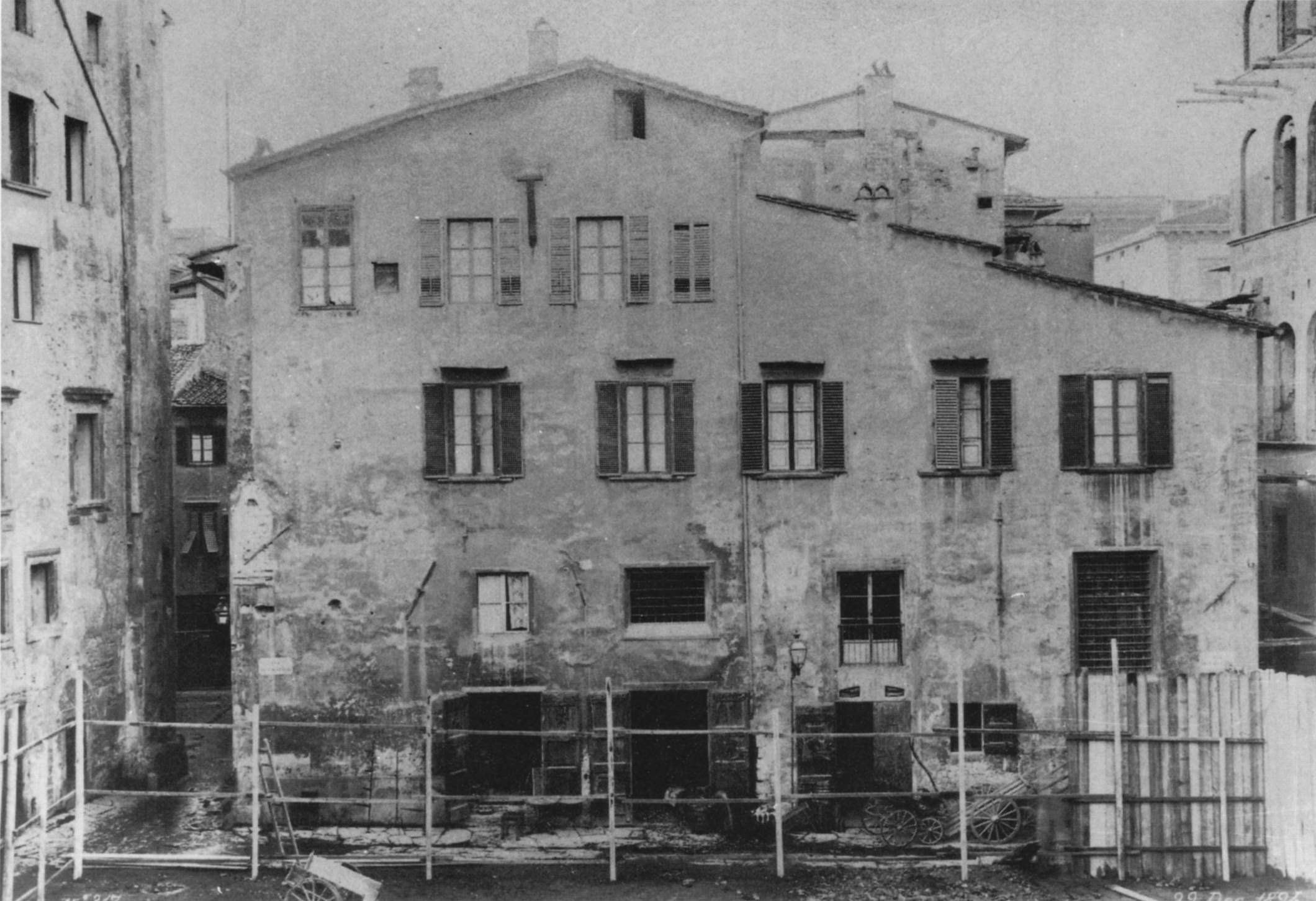
L'edificio della residenza, poco prima della demolizione

Nel più antico statuto pervenutoci dell'Arte dei Medici e Speziali (1314) si apprende come la corporazione si riunisse a quel tempo in una sede non di sua proprietà, ma in un edificio della famiglia Marsili di cui non è specificata l'ubicazione, e che veniva in parte subaffittato per alleggerire la spesa sulle finanze dell'Arte. In quello statuto però si legge l'intenzione di interrompere il subaffitto e di cercare una nuova sede più propria, in un luogo centrale e di facile accesso, ma per una spesa che fosse la minore possibile. Nel nuovo statuto del 1349 non si parla più di queste esigenze legate alla sede, per cui è verosimile che a quella data la corporazione avesse già ottenuto una sede definitiva, negli edifici confiscati del dado dei Lamberti. In un documento del 1352 si cita infatti che la residenza dell'Arte fosse nel "popolo di Sant'Andrea", come poi chiarito anche nello statuto del 1374 e, più dettagliatamente, in quello del 1429. Essa confinava con la Residenza dell'Arte degli Oliandoli e Pizzicagnoli e, forse, con quella dell'Arte del Cambio.
L'ingresso della residenza doveva trovarsi verso est, in via dei Cavalieri, segnalato da una formella con la Madonna col Bambino, dallo stemma della corporazione, che oggi è conservata nel lapidario del Museo di San Marco. 
Secondo una descrizione del 1451, la sede aveva al piano terra una corte con pozzo e un ampio vano di forma rettangolare coperto da volta unghiata e con un pilastro ottagono al centro, decorato da un capitello a fogliami. Anche il pilastro venne salvato e depositato nel Museo di San Marco, ma senza capitello. La sala delle udienze si trovava invece al piano superiore, ed aveva il soffitto decorato da un grande affresco a soggetto araldico, con gli stemmi del Comune di Firenze, della Chiesa, della Parte Guelfa e del Popolo circondati dai simboli delle Arti, dei quartieri e dei gonfaloni dei sottoquartieri di reclutamento militare. Dell'affresco fece un disegno Galileo Chini, prima che venisse strappato e depositato, in pezzi, nei sotterranei di palazzo Vecchio. Dopo il 1931 venne rimontato, con qualche discrepanza rispetto all'originale e con la ridipintura delle parti lacunose, nella sala dell'Udienza del palazzo dell'Arte della Seta, sostituendo un soffitto gigliato molto compromesso. Oggi si vede ancora nella sala di lettura della biblioteca del Palagio di Parte Guelfa. L'assenza di preminenza dello stemma dell'Arte dei Medici e Speziali ha fatto supporre che l'affresco fosse anteriore alla presa della sede, magari realizzato per un'altra magistratura cittadina che poteva essere stata qui ospitata, come il tribunale della Mercanzia o il Proconsolo. 

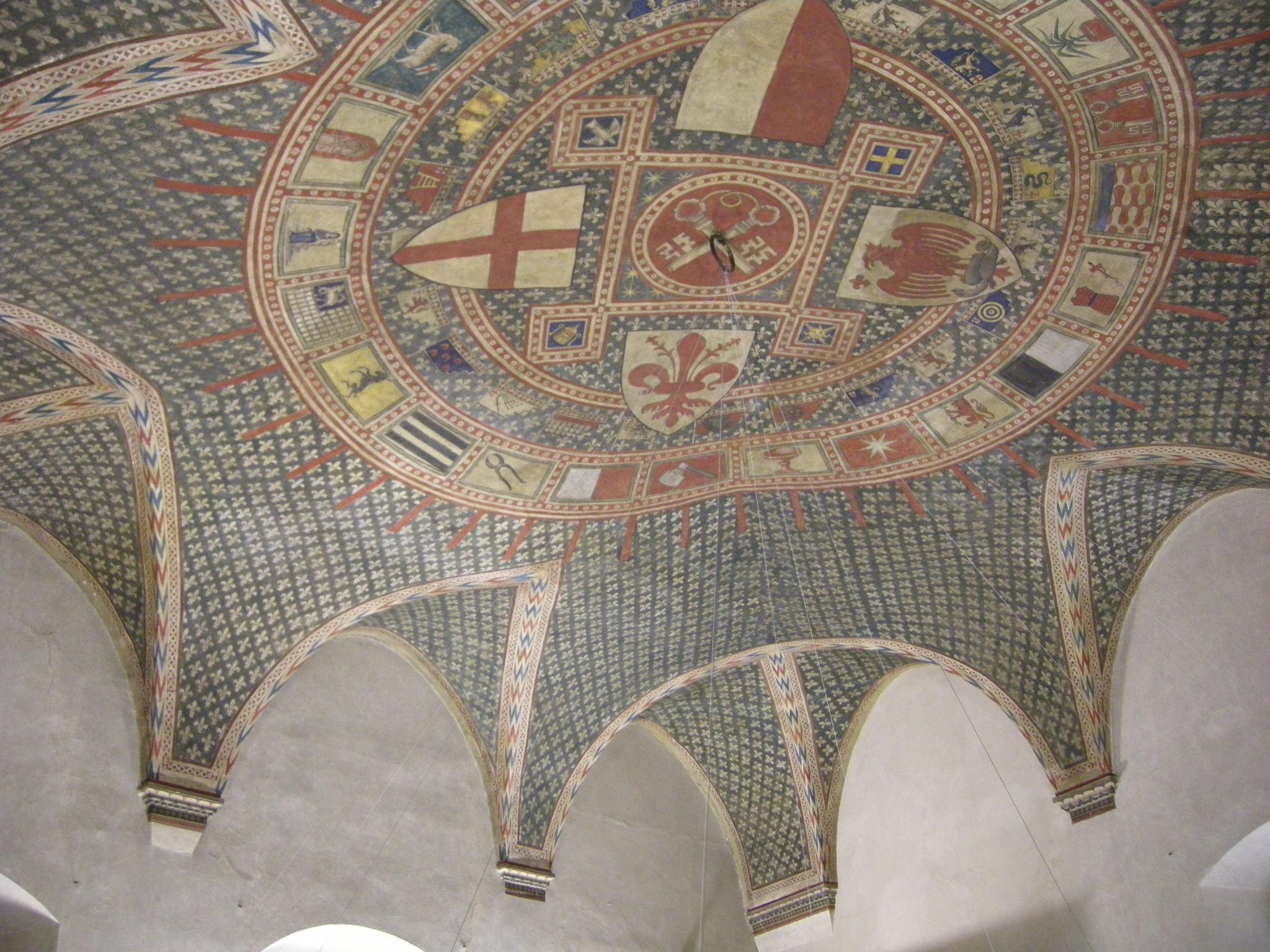
Il soffitto della Sala dell'Udienza dei Medici e Speziali, oggi nella biblioteca del Palagio di Parte Guelfa

Davanti alla propria sede i Medici e Speziali avevano inoltre fatto murare un tabernacolo, oggi al Museo Bardini. Nel 1608 venne murata sui muri esterni in via dei Cavalieri un bando dei Signori Otto che proibiva di "far brutture". 
La corporazione ebbe questa sede fino al 1548, quando con le riforme di Cosimo I fu trasferita nell'ex-sede dell'Arte dei Chiavaioli, presso lo sdrucciolo di Orsanmichele. Da quella data non si hanno altre notizie sulla sorte di questo edificio. È un equivoco invece, in cui cadde anche il Carocci, che l'Arte tenesse sede nella torre dei Caponsacchi, essendo questa solo una proprietà messa a frutto, dove stava un pietrino della corporazione a indicare una bottega di speziale data a pigione. 

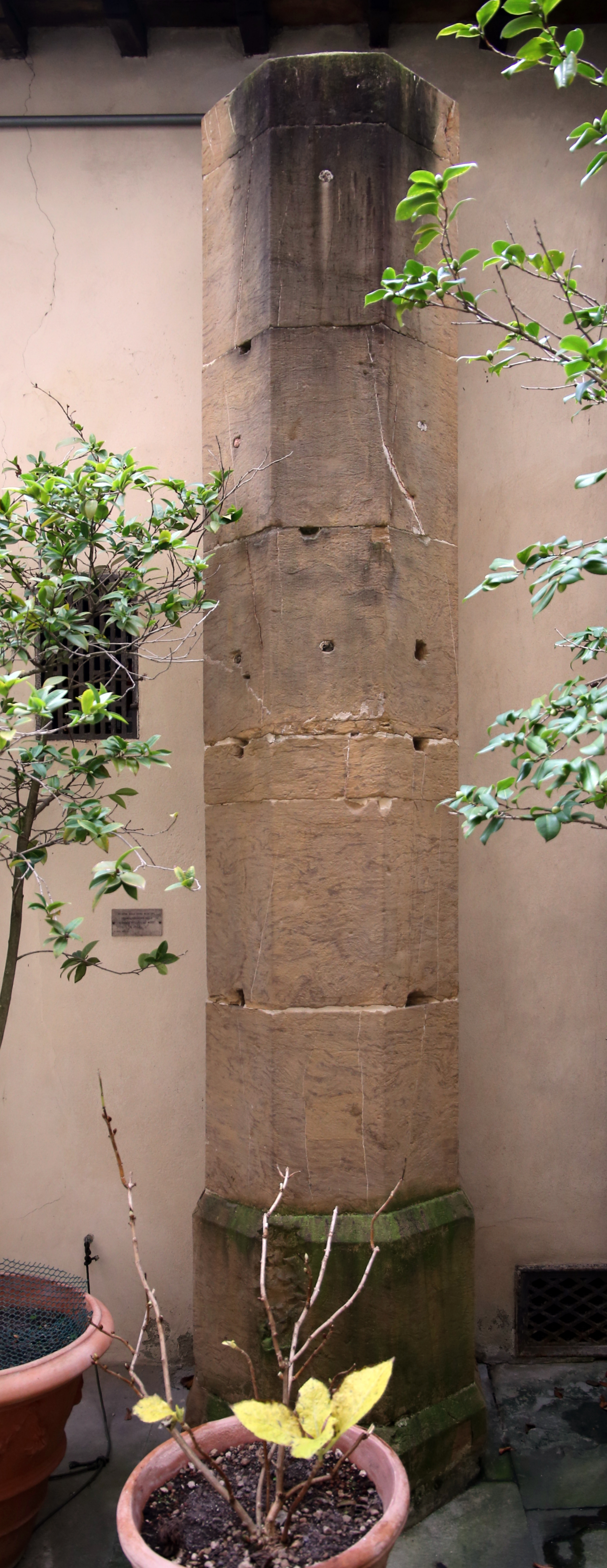
Pilastro dalla sala dell'Udienza, oggi nel Museo di San Marco

Esiste una foto del lato est del dado dei Lamberti proco prima della demolizione, in cui si vede che l'edificio era ridotto a civile abitazione e che nulla all'esterno faceva ormai immaginare la sua originaria funzione. 
Nel 1885 Carocci sperava che questa parte della città fosse risparmiata dalle demolizioni, ma alla fine prevalsero le ragioni della difficoltà e dispendiosità di un intervento di restauro, a fronte di una più redditizia e "decorosa" demolizione e ricostruzione degli edifici. Resta un resoconto della demolizione, avvenuta tra il 1896 e il 1897, registrato dalla Commissione Storico Artistica Comunale in un documento del 1900: « Dell'Arte dei Medici e Speziali posta nel dado dei lamberti non rimaneva più nessuna traccia esterna, ma all'interno, quando le ultime demolizioni fecero innanzitutto cadere la più moderne superfetazioni, riapparve per breve tempo in tutta la sua splendida bellezza delle linee architettoniche, in tutto il suo splendore brillante delle sue decorazioni policrome la sontuosa sala dell'Udienza... che accolse un giorno Dante Alighieri».